# IZ Андромеды
IZ Андромеды (лат. IZ Andromedae) — карликовая новая, двойная катаклизмическая переменная звезда типа U Близнецов (UG) в созвездии Андромеды на расстоянии (вычисленном из значения параллакса) приблизительно 3085 световых лет (около 946 парсеков) от Солнца. Видимая звёздная величина звезды — от +20,5m до +15,4m. Орбитальный период — около 5 часов*.

## Характеристики
Первый компонент — аккрецирующий белый карлик спектрального класса OB.